# Muraltia stenophylla
Muraltia stenophylla är en jungfrulinsväxtart som beskrevs av Margaret Rutherford Bryan Levyns. Muraltia stenophylla ingår i släktet Muraltia och familjen jungfrulinsväxter. Inga underarter finns listade i Catalogue of Life.